# Източноазиатски бюлбюл
Източноазиатски бюлбюл (Pycnonotus cafer) е вид птица от семейство Pycnonotidae.

## Разпространение
Видът е разпространен в Афганистан, Бангладеш, Бутан, Виетнам, Индия, Китай, Мианмар, Непал, Пакистан и Шри Ланка.